# Vancouver Film Critics Circle
Le Vancouver Film Critics Circle (VFCC) est une association canadienne de critiques de cinéma, basée à Vancouver (Colombie-Britannique), au Canada et fondée en 2001.
Elle remet chaque année les Vancouver Film Critics Circle Awards (VFCC Awards), qui récompensent les meilleurs films de l'année.

## Catégories de récompense
Productions internationales
- Meilleur film
- Meilleur réalisateur
- Meilleur acteur
- Meilleure actrice
- Meilleur acteur dans un second rôle
- Meilleure actrice dans un second rôle
- Meilleur scénario
- Meilleur film en langue étrangère
- Meilleur film documentaire

Productions canadiennes
- Meilleur film canadien
- Meilleur film de Colombie-Britannique
- Meilleur réalisateur de film canadien
- Meilleur acteur dans un film canadien
- Meilleure actrice dans un film canadien
- Meilleur acteur dans un second rôle dans un film canadien
- Meilleure actrice dans un second rôle dans un film canadien
- Meilleur film documentaire canadien

## Palmarès

### Prix du meilleur film
- 2001 : Traffic de Steven Soderbergh
- 2002 : Memento de Christopher Nolan
- 2003 : The Hours de Stephen Daldry
- 2004 : Lost in Translation de Sofia Coppola
- 2005 : Sideways de Alexander Payne
- 2006 : Le Secret de Brokeback Mountain de Ang Lee
- 2007 : Les Fils de l'homme (Children of Men) de Alfonso Cuarón
- 2008 : No Country for Old Men de Joel Coen et Ethan Coen
- 2009 : Harvey Milk de Gus Van Sant
- 2010 : In the Air de Jason Reitman
- 2011 : The Social Network de David Fincher
- 2012 : The Artist de Michel Hazanavicius
- 2013 : Zero Dark Thirty de Kathryn Bigelow
- 2014 : Boyhood de Richard Linklater
- 2015 : Spotlight (film) de Tom McCarthy (réalisateur)
- 2016 : Manchester by the Sea de Kenneth Lonergan
- 2017 :  Lady Bird (film, 2017) de Greta Gerwig
- 2018 : Roma (film, 2018) de Alfonso Cuarón
- 2019 : Parasite (film, 2019) de Bong Joon-ho
- 2020 : Nomadland (film) de Chloé Zhao

### Prix du meilleur réalisateur
- 2001 : Steven Soderbergh pour Traffic
- 2002 : Baz Luhrmann pour Moulin Rouge
- 2003 : Stephen Daldry pour The Hours
- 2004 : Peter Jackson pour Le Seigneur des anneaux : Le Retour du roi
- 2005 : Clint Eastwood pour Million Dollar Baby
- 2006 : Ang Lee pour Le secret de Brokeback Mountain
- 2007 : Alfonso Cuarón pour Les Fils de l'homme
- 2008 : Joel Coen and Ethan Coen pour No Country for Old Men
- 2009 : David Fincher pour L'Étrange Histoire de Benjamin Button
- 2010 : Kathryn Bigelow pour Démineurs
- 2011 : David Fincher pour The Social Network
- 2012 : Terrence Malick pour The Tree of Life
- 2013 : Kathryn Bigelow pour Zero Dark Thirty
- 2014 :  Alejandro González Iñárritu pour Birdman (film)
- 2015 : George Miller (réalisateur australien) pour Mad Max: Fury Road
- 2016 : Kenneth Lonergan pour Manchester by the Sea
- 2017 : Paul Thomas Anderson pour Phantom Thread
- 2018 : Paul Schrader pour Sur le chemin de la rédemption
- 2019 : Bong Joon-ho pour Parasite (film, 2019)
- 2020 : Chloé Zhao pour Nomadland (film)

### Prix du meilleur acteur
- 2001 : Benicio del Toro pour Traffic
- 2002 : Steve Buscemi pour Ghost World
- 2003 : Daniel Day-Lewis pour Gangs of New York
- 2004 : Sean Penn pour Mystic River
- 2005 : Jamie Foxx pour Ray
- 2006 : Philip Seymour Hoffman pour Truman Capote
- 2007 : Forest Whitaker pour Le Dernier Roi d'Écosse
- 2008 : Daniel Day-Lewis pour There Will Be Blood
- 2009 : Sean Penn pour Harvey Milk
- 2010 : Colin Firth pour A Single Man
- 2011 : Colin Firth pour Le Discours d'un roi
- 2012 : Michael Fassbender pour Shame
- 2013 : Joaquin Phoenix pour The Master
- 2014 : Jake Gyllenhaal pour Nightcrawler (film)
- 2015 : Michael Fassbender pour Steve Jobs (film)
- 2016 : Casey Affleck pour Manchester by the Sea
- 2017 : Daniel Day-Lewis pour Phantom Thread
- 2018 : Ethan Hawke pour Sur le chemin de la rédemption
- 2019 : Adam Driver pour Marriage Story
- 2020 : Chadwick Boseman pour Ma Rainey's Black Bottom

### Prix de la meilleure actrice
- 2000 : Laura Linney pour Tu peux compter sur moi
- 2001 : Sissy Spacek pour In the Bedroom
- 2002 : Julianne Moore pour Loin du paradis
- 2003 : Charlize Theron pour Monster
- 2004 : Imelda Staunton pour Vera Drake
- 2005 : Felicity Huffman pour Transamerica
- 2006 : Helen Mirren pour The Queen
- 2007 : Marion Cotillard pour La Môme
- 2008 : Kate Winslet pour The Reader et Les Noces rebelles
- 2009 : Carey Mulligan pour Une éducation
- 2010 : Jennifer Lawrence pour Winter's Bone
- 2011 : Elizabeth Olsen pour Martha Marcy May Marlene
- 2012 : Jessica Chastain pour Zero Dark Thirty
- 2013 : Cate Blanchett pour Blue Jasmine
- 2014 : Tilda Swinton pour Only Lovers Left Alive
- 2015 : Brie Larson pour Room (film, 2015)
- 2016 : Isabelle Huppert pour Elle (film, 2016)
- 2017 : Saoirse Ronan pour Lady Bird (film, 2017)
- 2018 : Olivia Colman pour La Favorite (film)
- 2019 : Scarlett Johansson pour Marriage Story
- 2020 : Frances McDormand pour Nomadland (film)

### Meilleur film en langue étrangère
- 2005 : Un long dimanche de fiançailles •  France  États-Unis
- 2011 : Un prophète •  France  Italie